# Autographa nigrisigna
Autographa nigrisigna är en fjärilsart som beskrevs av Walker 1857. Autographa nigrisigna ingår i släktet Autographa och familjen nattflyn. Inga underarter finns listade i Catalogue of Life.